# Státní znak Srí Lanky
Státní znak Srí Lanky je vizuálně poměrně složitý. Je tvořen zlatým, sinhálským lvem s mečem v pravé, přední tlapě, položeným na jasně červené kruhové pole, lemované modrým prstencem, věncem zlatých okvětních lístků lotosu (Palapeti Vitaya), dalším modrým prstencem a věncem zlatých rýžových klasů. V horní části je na zlatém kruhovém poli modré buddhistické kolo života (dharmačakra) s osmi loukotěmi. Pod znakem je zlatý džbán hojnosti (punkalasa) s rýžovými klasy a po jeho stranách zlaté Slunce a Měsíc v červených kruzích. Znak je modře lemovaný.
Lev je dávný symbol ostrova a připomíná, že mytický Arian, otec legendárního vládce a dobyvatele ostrova Vidžáje, byl lev, a že domácí jméno tohoto zvířete, sinha, je základem původního názvu Lví ostrov (Sinhala dvípa – odtud Cejlon). Lístky lotosu představují národ, džbán je tradičním symbolem hojnosti a štěstí a Slunce s Měsícem symbolizují dlouhý život.

## Historie
Od 16. století začali na Cejlon pronikat nejprve Portugalci a roku 1656 byl ostrov ovládnut Nizozemci. Kolem roku 1717 byl pro nizozemskou kolonii zaveden znak, který tvořil štít s krajinou s horami a palmami. V popředí byl vyobrazen slon z čelního pohledu, držící větvičku skořice v chobotu. Slon měl na předních nohách dva menší (čtvrcené ) štítky, které měly v jednotlivých polích znaky měst Kolamba, Galle, Jaffna, Mannar a Trincomalee, Matara, Batticalia, Kalpitiya. Pod slonem byly na zemi svazky skořice, nad znakem královská koruna a kolem znaku červená kartuš.
V letech 1785–1796 dobyli ostrov Britové, kteří na něm roku 1798 zřídili korunní kolonii Cejlon. V roce 1802 získali amienským mírem ostrov definitivně. 17. prosince 1804 (ve zdroji uvedený rok 1904 je zřejmě překlep) byl zaveden znak britské kolonie, který však vycházel ze znaku předchozí kolonie nizozemské. Ve stříbrném štítu byl zobrazen palmový háj s osmi kokosovými palmami, v pozadí pohoří. Mezi palmami byl opět zobrazen slon z čelního pohledu. Vše v přirozených barvách.
Roku 1875 (dle některých zdrojů již roku 1870) byla zavedena vlastní vlajka kolonie, která se užívala do roku 1948. Jednalo se o britskou služební vlajku (Blue Ensign) s cejlonským vlajkovým emblémem (anglicky badge). Emblém (nejde o znak) tvořilo tmavomodré kruhové pole s na zelené zemi stojícím slonem před světle hnědým buddhistickým chrámem (dagoba). Kolem emblému byl červený, zlatě lemovaný prstenec, se střídavě šestnácti čtyřcípými zlatými hvězdami a šestnácti kruhovými poli (není obrázek badge).

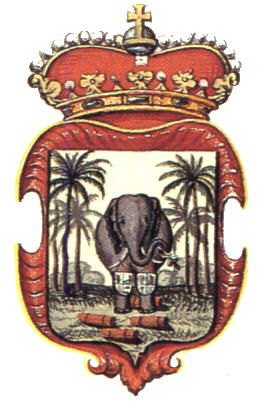
Znak nizozemské kolonie Cejlon (~1717–1785/96/98)
Znak britské kolonie Cejlon (1804–1953)

Po I. světové válce zesílilo národněosvobozenecké hnutí a v roce 1946 získal Cejlon autonomii. 4. února 1948 vyhlásil Cejlon nezávislost, stále však s britským králem (v té době Jiří VI.) jako hlavou státu, zastupovaným generálním guvernérem. Nový znak byl zaveden až v roce 1953 a tvořil jej karmínově červený kruh s uprostřed umístěným zlatým, sinhálským lvem, se zlatým mečem v pravé, přední tlapě. Kruh byl lemován věncem zlatých okvětních lístků lotosu a dvěma prstenci oranžové a zelené barvy. Na vrcholu znaku byla královská koruna, jejíž vzhled vycházel z koruny kandyjských králů. Pod kruhem byla zeleno-karmínově-zlatá stuha s bílým názvem státu v sinhálštině, tamilštině a angličtině. Vyobrazený znak se mírně (barevně) liší od popisu.

Státní znak Cejlonu (1953–1972)

22. května 1972 se stal Cejlon republikou, přijal sinhálský název Srí Lanka a nový znak. 7. září 1978 byl změněn (spolu s ústavou) název státu na Demokratická socialistická republika Srí Lanka. Ke změně státního znaku nedošlo, ale býval často zobrazován ve zlaté (nebarevné) formě (není obrázek). V současnosti (zdroj je z roku 2005) se opět užívá barevná varianta znaku z roku 1972, kolo a lemování má však místo modré barvy barvu tmavě šedou.